# Arthonnet
L'Arthonnet ou ruisseau d'Aurin (nom donné à sa partie située en amont du bourg des Cars) est un cours d'eau du département de la Haute-Vienne dans la région Nouvelle-Aquitaine et un affluent de rive gauche de l'Aixette qui se jette dans la Vienne, dans le bassin de la Loire.

## Géographie
De 18,9 km de longueur, l'Arthonnet, prend sa source sur la commune de Bussière-Galant à l'altitude 447 mètres, près du lieu-dit le Roule, et s'appelle ruisseau d'Aurin dans cette partie haute.
Il coule alors approximativement du sud-ouest vers le nord-est et conflue avec l'Aixette sur la commune de Saint-Martin-le-Vieux, à l'altitude 240 mètres, près des lieux-dits Pont-Péry et Puycheny, à côté du château du Poueix.

## Communes et cantons traversés
Dans le seul département de la Haute-Vienne, l'Arthonnet traverse quatre communes et deux cantons :
- dans le sens amont vers aval : Bussière-Galant, Les Cars, Flavignac, Saint-Martin-le-Vieux (confluence).

Soit en termes de cantons, l'Arthonnet ou ruisseau d'Aurin prend source dans le canton de Châlus et conflue dans le canton d'Aixe-sur-Vienne, le tout dans l'arrondissement de Limoges.

## Affluents
L'Arthonnet ou ruisseau d'Aurin, a cinq affluents référencés soit quatre affluents et un bras :
- le ruisseau la Sagne (rd) 1,3 km sur les deux communes de Les Cars, Bussière-Galant.
- la Gane (rd) 2,1 km sur la commune des Cars.
- ? (rd) 0,4 km sur la commune des Cars.
- un bras 0,5 km sur la commune de Flavignac
- le ruisseau le Gôt (rg) 9,2 km sur les deux communes de Saint-Martin-le-Vieux et Séreilhac.

Le rang de Strahler est donc de deux.

## Aménagements et Écologie
Le long de son cours, on rencontre de nombreux lieux-dits et moulins :
- le bourg de Les Cars, l'ancien moulin de La Rebeyrolle, le moulin de Lambaudie, le moulin Neuf, le moulin des Grolles, le moulin de la Borde (disparu), le moulin des Maingoux, le moulin d'Eyveau (disparu), l'ancien chef-lieu de commune et paroisse de Texon, le village d'Arthout (qui a donné son nom au cours d'eau), le moulin de la Chaize, le moulin du Pont-Péry.